# 2012年印度
此年表記錄了2012年在印度發生的事件。

## 政府人員
| 相片 | 任職       | 姓名                         |
| ---- | ---------- | ---------------------------- |
|      | 印度總統   | 普拉蒂巴·帕蒂爾（7月25日止） |
|      | 印度總統   | 普拉納布·慕克吉（7月25日起） |
|      | 印度副總統 | 穆罕默德·哈米德·安薩里       |
|      | 印度總理   | 曼莫漢·辛格                  |

## 大事記
2012年印度：1月 - 2月 - 3月 - 4月 - 5月 - 6月 - 7月 - 8月 - 9月 - 10月 - 11月 - 12月

### 1月
- 1月3日：印度總統宣佈在薩迪什·達萬航天中心開設新的任務控制中心[1]。
- 1月9日：第10屆非定居印度人日（英语：Pravasi Bharatiya Divas）在齋浦爾展開，特立尼達和多巴哥總理卡姆拉·珀塞德－比塞薩爾以嘉賓身份出席[2]。
- 1月11日：有報告指出42%的印度兒童營養不良。
- 1月19日：德里高等法院同意讓涉及英联邦运动会腐败案的蘇雷什馬迪（英语：Suresh Kalmadi）保釋。
- 1月26日：印度在共和國日（英语：Republic Day (India)）的軍事實力，泰國總理英拉·西那瓦，印度的第63個共和國日慶祝活動主賓。

### 2月
- 2月2日：印度最高法院取消在2G頻譜騙局（英语：2G spectrum scam）中給予A·拉賈（英语：A. Raja）的122個牌照[3]。
- 2月5日：印度中央調查局特別法庭駁回對內政部長帕拉尼亚潘·奇丹巴拉姆的起訴書[4]。
- 2月8日：三名印度人民黨高層因被發現觀看令人反感而辭職[5]。
- 2月11日：印度成功試射先進的攔截導彈[6]。
- 2月14日：一輛汽車在以色列駐印度大使館遇襲（英语：2012 attacks on Israeli diplomats）[7]。
- 2月16日：兩名漁民在喀拉拉邦海岸被一艘意大利輪船誤認為海盜及槍殺[8]。
- 2月20日：一所寺廟發生人踩人事件，六人死[9]。

### 3月
- 3月3日：北方邦和果阿邦的州議會選舉即將結束[10]。
- 3月6日：北方邦、果阿邦、曼尼普爾邦、北阿坎德邦及旁遮普的州議會選舉結果公佈[11]。
- 3月14日：印度鐵路部部長公佈2012-13年的預算。
- 3月16日：印度財長公佈2012-13年的聯邦預算[12]。
- 3月18日：印度鐵道部部長迪內希·特里維迪（英语：Dinesh Trivedi）下台[13]。
- 3月22日：印度在聯合國人權理事會投票反對斯里蘭卡調查泰米爾之虎組織的決議[14]。
- 3月29日：第四屆金磚國家峰會在印度新德里舉行[15]。

### 4月
- 4月8日：巴基斯坦總統阿西夫·阿里·扎爾達裡以個人身份訪問印度[16]。
- 4月11日：印尼發生8.6級地震，在印度欽奈和加爾各答感覺到震動[17]。
- 4月12日：18名2002年古吉拉特騷亂疑犯被判終身監禁[18]。
- 4月17日：印度儲備銀行三年內首次減少回購利率50個基點[19]。
- 4月18日：庫爾勒發生大火，造成孟買市郊鐵路發生故障，預計損失為170萬印度盧比[20][21]。
- 4月19日：印度成功試射烈火-5洲際彈道飛彈[22]。
- 4月24日：兩名小童在與挪威儿童福利局長期的法律訴訟後返回加爾各答[23]。

### 5月
- 5月1日：布拉馬普特拉河發生翻船，百多人遇難[24]。
- 5月7日：印度財長推遲反避稅條款的執行至2013年[25]。
- 5月8日：超過100名印度航空機師罷工[26]。
- 5月9日：中央政府決定撤回對2G頻譜騙案中疑犯的起訴[27]。
- 5月13日：印度議會慶祝成立60週年[28]。
- 5月15日：2G頻譜騙局中的A·拉賈獲准保釋[29]。
- 5月27日：加爾各答騎士隊（英语：Kolkata Knight Riders）在印度超級板球聯賽第五季勝出[30]。
- 5月31日：比克拉姆·辛格接任印度陸軍參謀長[31]。

### 6月
- 6月5日：沙奇·德魯卡成為印度聯邦院成員[32]。
- 6月11日：V·孫達拉姆·薩姆帕斯（英语：V. S. Sampath）接任成為印度首席選舉專員（英语：Chief Election Commissioner of India）[33]。
- 6月15日：慕克吉成為印度總統候選人[34]。
- 6月26日：2008年孟買連環恐怖襲擊疑犯被德里警方逮捕[35]。

### 7月
- 7月12日：Jagadish Shettar（英语：Jagadish Shettar）宣誓就職，成為卡納塔克邦首席部長[36]。
- 7月13日：印度總理設置工作組，審查反避稅條款[37]。
- 7月14日：穆罕默德·哈米德·安萨里被提名為副總統[38]。
- 7月22日：普拉納布·慕克吉當選印度第13屆總統[39]。
- 7月25日：慕克吉接任印度總統一職 。

### 8月
- 8月10日：哈米德·安薩里再次當選為印度副總統。
- 8月12日：印度在倫敦奧運會取得歷來最成功的成績，獲得總共6枚獎牌（0金2銀4銅）。

### 9月
- 9月19日：印度中央調查局首次逮捕2012年阿薩姆邦暴力案（英语：2012 Assam violence）中的疑犯[40]。

### 10月
- 10月1日：在海得拉巴舉行了國際生物多樣性會議。

### 11月
- 11月21日：2008年孟買連環恐怖襲擊唯一污點證人穆罕默德·阿吉馬·卡薩布被判死刑。

### 12月
- 12月16日：印度一名女醫學實習生Jyoti Singh Pandey在德里被毆打和輪姦[41]。
- 12月20日：古吉拉特邦首席部長納倫德拉·莫迪連續第三次贏得議會選舉[42]。

## 訃聞
- 1月16日：Homai Vyarawalla（英语：Homai Vyarawalla），98歲，印度第一位女攝影記者[43]
- 1月19日：安東尼·貢薩爾維斯（英语：Anthony Gonsalves），84歲，寶萊塢作曲家[44]
- 2月3日：拉吉·坎瓦爾（英语：Raj Kanwar），50歲，寶萊塢電影導演、製片人[45]
- 3月7日：拉維，86歲，音樂總監
- 3月9日：慕克吉，73歲，演員和導演
- 3月15日：法拉克（英语：Baby Falak），2歲，謀殺受害人
- 3月28日：T·達莫達蘭（英语：T. Damodaran），77歲，電影編劇
- 4月23日：Navodaya Appachan（英语：Navodaya Appachan），86歲，製片人、導演和企業家
- 5月14日：Taruni Sachdev（英语：Taruni Sachdev），14歲，女演員[46]
- 7月12日：達拉·辛格（英语：Dara Singh），83歲，摔跤手和電影演員[47]
- 7月18日：拉傑·什卡納（英语：Rajesh Khanna），69歲，電影演員和政治家[48]
- 8月14日：Vilasrao（英语：V·德希穆克），67歲，政治家
- 8月26日：AK Hangal（英语：AK Hangal），98歲，電影演員[49]
- 9月9日：韋爾蓋塞·庫裡恩（英语：Verghese Kurien），90歲，工程師和知名社會企業家，“父親的白色革命”[85]
- 9月24日：Thilakan（英语：Thilakan），77歲，電影和舞台劇演員[50]
- 10月8日：Varsha Bhosle（英语：Varsha Bhosle），56歲，記者和歌手[51]
- 10月21日：雅什·曹帕拉，80歲，電影製片人、導演、編劇[52]
- 10月23日：Sunil Gangopadhyay（英语：Sunil Gangopadhyay），78歲，詩人和小說家[53]
- 10月25日：Jaspal Bhatti（英语：Jaspal Bhatti），57歲，諷刺作家、導演、製片人、演員[54]
- 11月15日：K. C. Pant（英语：K. C. Pant），81歲，印度政府前內閣部長[55]
- 11月17日：巴爾薩克雷（英语：Bal Thackeray），86歲，政治家[56]
- 11月30日：因德爾·庫馬爾·古傑拉爾，92歲，前印度總理[57]
- 12月11日：B. B. Nimbalkar（英语：B. B. Nimbalkar），92歲，板球運動員[58]
- 12月11日：拉維·香卡，92歲，音樂家和作曲家[59]
- 12月23日：Anand Abhyankar（英语：Anand Abhyankar），49歲，演員
- 12月29日：Jyoti Singh Pandey，2012年德里輪姦案受害者